# تصفيات أوروبا المؤهلة إلى الأولمبياد لكرة القدم للسيدات 2016
تصفيات أوروبا المؤهلة إلى الأولمبياد لكرة القدم للسيدات 2016 هي بطولة دولية لكرة القدم نظمها اليويفا لتحديد المنتخب الأوروبي الأخير المتأهل إلى دورة الألعاب الأولمبية الصيفية 2016 في البرازيل. أُقيمت البطولة بين 2 و9 مارس 2016 في هولندا.
شارك في البطولة أربعة منتخبات: هولندا، النرويج، السويد وسويسرا. وتُوجت السويد بالبطولة لتتأهل إلى آخر مقعد أولمبي متاح لأوروبا، لتنضم إلى فرنسا وألمانيا اللتين كانتا قد ضمنت التأهل مسبقاً كممثلات عن اليويفا.

## الخلفية
كما في عملية التأهل للدورات الأولمبية السابقة، استخدم اليويفا كأس العالم للسيدات لتحديد المنتخبات الوطنية الأوروبية المتأهلة إلى بطولة كرة القدم الأولمبية. المنتخبات الثلاثة من أوروبا التي وصلت إلى أبعد مرحلة في كأس العالم للسيدات 2015 التي أقيمت في كندا (باستثناء إنجلترا غير المؤهلة) تأهلت إلى دورة الألعاب الأولمبية الصيفية 2016 في البرازيل.
إذا أُقصيت المنتخبات المتنافسة على المقاعد الأولمبية من نفس الدور، فلن يتم الاحتكام إلى نتائجهم الإجمالية في البطولة، بل تُقام مباريات فاصلة أو بطولة مصغرة لتحديد المقاعد المؤهلة، وكان من المقرر تنظيمها في فبراير/مارس 2016.
كانت إنجلترا غير مؤهلة للأولمبياد كونها ليست دولة أولمبية، رغم أن بريطانيا العظمى شاركت في أولمبياد 2012 بصفتها الدولة المضيفة. وقد أعلنت الاتحاد الإنجليزي في 2 مارس 2015 نيته المشاركة وتمثيل اللجنة الأولمبية البريطانية في أولمبياد 2016 إذا تأهلت إنجلترا. لكن بعد اعتراضات قوية من الاتحاد الإسكتلندي والاتحاد الويلزي والاتحاد الإيرلندي، والتزام من الفيفا بعدم السماح بمشاركة منتخب بريطاني ما لم توافق كل الاتحادات الأربعة، أعلن الاتحاد الإنجليزي في 30 مارس 2015 تراجعه عن خطط المشاركة.
بعد إقصاء النرويج على يد إنجلترا في دور الـ16 يوم 22 يونيو 2015، تأكد أن مقعدين من الثلاثة سيذهبان إلى فرنسا وألمانيا لبلوغهما ربع النهائي، مع استحالة تجاوز ثلاثة منتخبات أوروبية للدور ذاته. وفي النهاية، لم تصل أي منتخبات أوروبية أخرى إلى ربع النهائي، لذا تقرر أن تتنافس المنتخبات الأربعة التي خرجت من دور الـ16 (هولندا، النرويج، السويد، وسويسرا) في بطولة مصغرة فاصلة على المقعد الأوروبي الأخير.
آخر مرة لجأو إلى مباراة فاصلة لتحديد مقعد أوروبي في كرة القدم النسائية بالأولمبياد كانت عندما تغلبت السويد على الدنمارك في مواجهتين لحسم التأهل إلى أولمبياد 2008. وبالمثل، لو كانت إنجلترا مؤهلة للمشاركة في ذلك الوقت، لكانت قد تأهلت مباشرة كواحدة من أفضل ثلاثة منتخبات أوروبية في كأس العالم للسيدات 2007، مما كان سيجعل المباراة الفاصلة غير ضرورية.
| المنتخب | النتيجة النهائية في كأس العالم للسيدات 2015 | التأهل إلى أولمبياد 2016 |
| ------- | ------------------------------------------- | ------------------------ |
| إنجلترا | المركز الثالث                               | غير مؤهلة                |
| ألمانيا | المركز الرابع                               | متأهلة                   |
| فرنسا   | خرجت من ربع النهائي                         | متأهلة                   |
| هولندا  | خرجت من دور الـ16                           | بطولة فاصلة              |
| النرويج | خرجت من دور الـ16                           | بطولة فاصلة              |
| السويد  | خرجت من دور الـ16                           | بطولة فاصلة              |
| سويسرا  | خرجت من دور الـ16                           | بطولة فاصلة              |
| إسبانيا | خرجت من دور المجموعات                       |                          |

## الفرق
من بين المنتخبات الأربعة، كان منتخبا النرويج والسويد فقط قد شاركا سابقًا في الألعاب الأولمبية. حيث شاركت النرويج في ثلاث نسخ أولمبية، وكانت المنتخب الأوروبي الوحيد الذي فاز بالميدالية الذهبية حتى ذلك الحين، عندما تُوجت بطلة في أولمبياد 2000، كما حققت الميدالية البرونزية في أولمبياد 1996. أما السويد فقد شاركت في جميع النسخ الخمس السابقة من الأولمبياد، لكنها لم تحرز أي ميدالية، وكانت أفضل نتائجها المركز الرابع في أولمبياد 2004.
| المنتخب | تصنيف الفيفا مع بداية البطولة | تصنيف اليويفا مع بداية البطولة | القوائم             |
| ------- | ----------------------------- | ------------------------------ | ------------------- |
| هولندا  | 12                            | 8                              | قائمة منتخب هولندا  |
| النرويج | 10                            | 4                              | قائمة منتخب النرويج |
| السويد  | 8                             | 3                              | قائمة منتخب السويد  |
| سويسرا  | 20                            | 13                             | قائمة منتخب سويسرا  |

## الملاعب

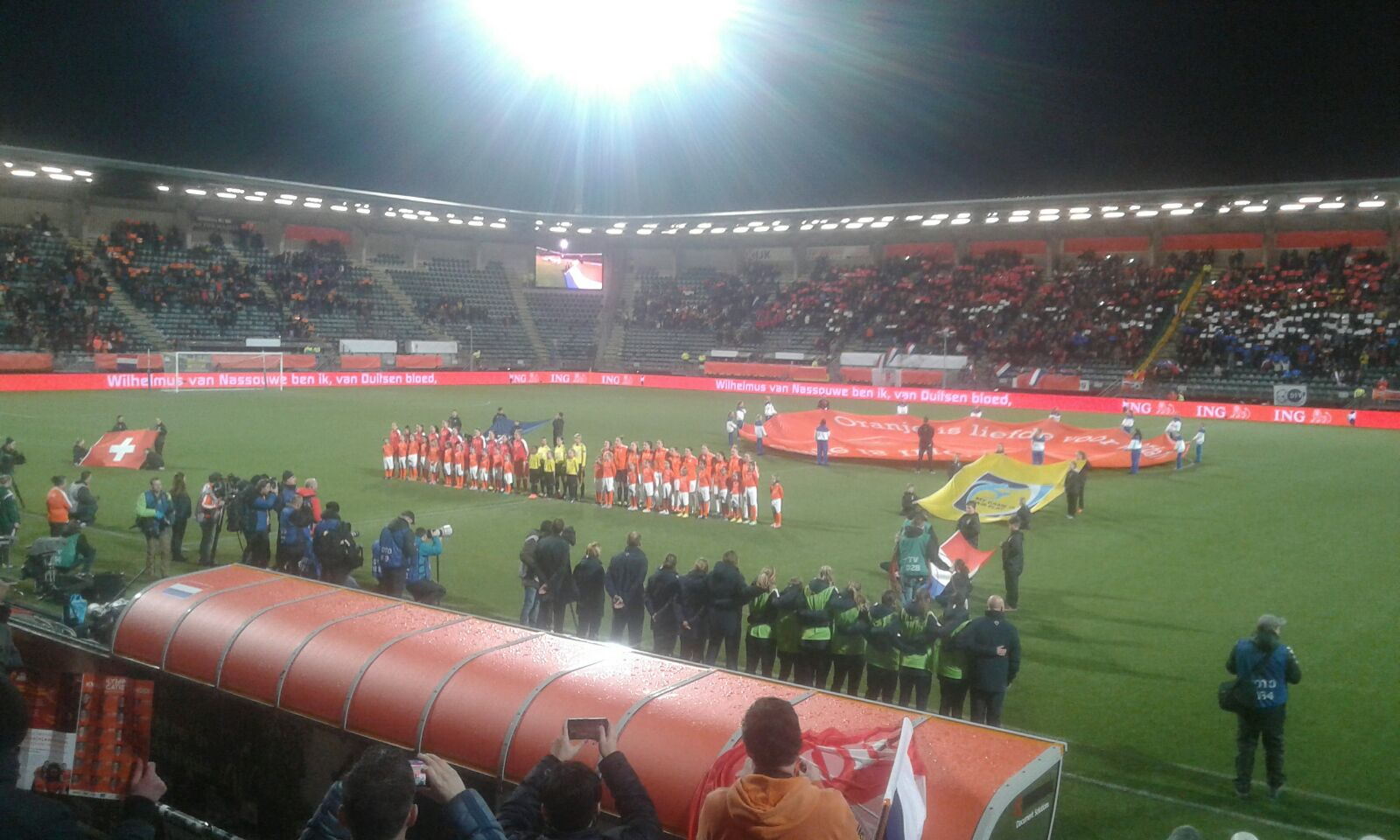
قبل انطلاق مباراة هولندا ضد سويسرا

أُكد استضافة مدينتي روتردام ولاهاي من قبل الاتحاد الملكي الهولندي لكرة القدم (KNVB) في 19 أكتوبر 2015.
| الملعب         | المدينة | السعة  | الأرضية   | عدد المباريات |
| -------------- | ------- | ------ | --------- | ------------- |
| استاد كايوسيرا | لاهاي   | 15,000 | عشب صناعي | 1             |
| هت كاستيل      | روتردام | 11,000 | عشب طبيعي | 2             |
| ستاد فوديستاين | روتردام | 3,530  | عشب صناعي | 3             |

## الترتيب
| م | الفريق     | لعب | ف | ت | خ | أ.له | أ.ع | أ.ف | نقاط | م             |
| - | ---------- | --- | - | - | - | ---- | --- | --- | ---- | ------------- |
| 1 | السويد     | 3   | 2 | 1 | 0 | 3    | 1   | +2  | 7    | أولمبياد 2016 |
| 2 | هولندا (H) | 3   | 1 | 1 | 1 | 6    | 8   | −2  | 4    |               |
| 3 | سويسرا     | 3   | 1 | 0 | 2 | 5    | 6   | −1  | 3    |               |
| 4 | النرويج    | 3   | 1 | 0 | 2 | 5    | 4   | +1  | 3    |               |

## المباريات
جميع الأوقات بتوقيت وسط أوروبا (CET) +1.
| النرويج | 0–1   | السويد      |
| ------- | ----- | ----------- |
|         | تقرير | دالكفيست 3' |

| سويسرا                           | 3–4   | هولندا                                                                  |
| -------------------------------- | ----- | ----------------------------------------------------------------------- |
| هوم 4' · كيفيتش 74' · باخمان 83' | تقرير | ميليس 29' (ركلة جزاء) · ميديما 56' · فان دن بيرخ 61' · فان دي ساندن 63' |

| النرويج                                   | 4–1   | هولندا    |
| ----------------------------------------- | ----- | --------- |
| هافي 30' · ميلدي 61' · هيغربيرغ 82' 90+1' | تقرير | ميليس 67' |

| السويد   | 1–0   | سويسرا |
| -------- | ----- | ------ |
| سيغر 44' | تقرير |        |

| سويسرا                   | 2–1   | النرويج          |
| ------------------------ | ----- | ---------------- |
| مورون 32' · كيفيتش 90+3' | تقرير | غراهام هانسن 10' |

| هولندا    | 1–1   | السويد  |
| --------- | ----- | ------- |
| ميديما 5' | تقرير | شوغ 45' |

## الهدافات
هدفان
- مانون ميليس
- فيفيان ميديما
- أدا هيغربيرغ
- راحيل كيفيتش

هدف واحد
- ماندي فان دن بيرخ
- شانيز فان دي ساندن
- إميلي هافي
- كارولين غراهام هانسن
- مارن ميلدي
- ليزا دالكفيست
- أوليفيا شوغ
- كارولين سيغر
- رامونا باخمان
- فابيين هوم
- ساندرين مورون

## المنتخبات المتأهلة إلى الأولمبياد
بعد انتهاء التصفيات، تأهلت المنتخبات الثلاثة التالية من الاتحاد الأوروبي لكرة القدم (UEFA) إلى منافسات كرة القدم في دورة الألعاب الأولمبية الصيفية 2016.
| المنتخب | تأهل في       | المشاركات السابقة في البطولة1    |
| ------- | ------------- | -------------------------------- |
| فرنسا   | 22 يونيو 2015 | 1 (2012)                         |
| ألمانيا | 22 يونيو 2015 | 4 (1996، 2000، 2004، 2008)       |
| السويد  | 9 مارس 2016   | 5 (1996، 2000، 2004، 2008، 2012) |